# 耳の日
耳の日（みみのひ）とは、1955年に日本聴覚医学会が創立し1956年に社団法人日本耳鼻咽喉科学会が制定した記念日。毎年3月3日。

## 制定
3の字が耳の形に似ていることと、「み(3)み(3)」の語呂合わせから。一般の人々が耳に関心を持ち、耳の病気のことだけではなく、健康な耳を持っていることへの感謝、耳を大切にするために良い音楽を聴かせて耳を楽しませてあげるために、あるいは、耳の不自由な人々に対する社会的な関心を盛り上げるために制定された。